# Pycnosphaera
Pycnosphaera es un género con cinco especies de plantas fanerógamas perteneciente a la familia Gentianaceae.

## Taxonomía
El género fue descrito por  Ernest Friedrich Gilg y publicado en Flora of Tropical Africa 4(1): 565. 1903.

## Especies seleccionadas
- Pycnosphaera buchanani
- Pycnosphaera gracilis
- Pycnosphaera quarrei
- Pycnosphaera trimera
- Pycnosphaera vanderysti'